# Decomposizione polare
In matematica, in particolare in algebra lineare e analisi funzionale, la decomposizione polare di una matrice o di un operatore lineare continuo è una fattorizzazione analoga alla forma polare di un numero complesso.

## Decomposizione di una matrice
La decomposizione polare di una matrice quadrata {\displaystyle A} è una fattorizzazione della forma:
{\displaystyle A=UP}
dove {\displaystyle U} è una matrice unitaria e {\displaystyle P} è una matrice hermitiana semidefinita positiva. Intuitivamente, questa decomposizione separa la matrice in una componente {\displaystyle P} che dilata lo spazio lungo un insieme di assi ortonormali e una componente {\displaystyle U} che rappresenta una rotazione. La decomposizione della complessa coniugata {\displaystyle {\overline {A}}} di {\displaystyle A} è data da {\displaystyle {\overline {A}}={\overline {U}}{\overline {P}}}.
Si tratta di una decomposizione che è sempre possibile. Se {\displaystyle A} è una matrice invertibile, la decomposizione è unica e {\displaystyle P} è definita positiva. Si nota che:
{\displaystyle \det A=\det U\,\det P=re^{i\theta }}
fornisce la corrispondente decomposizione del determinante di {\displaystyle A}, dal momento che {\displaystyle \det P=r=|\det A|} e {\displaystyle \det U=e^{i\theta }}.
La matrice {\displaystyle P} è sempre unica, ed è data da:
{\displaystyle P={\sqrt {A^{*}A}}}
dove {\displaystyle A^{*}} è la trasposta coniugata di {\displaystyle A}. Se {\displaystyle A} è invertibile, allora {\displaystyle U} è data da:
{\displaystyle U=AP^{-1}}
Relativamente alla decomposizione ai valori singolari {\displaystyle A=W\Sigma V^{*}} di {\displaystyle A}, si ha:
{\displaystyle P=V\Sigma V^{*}\qquad U=WV^{*}}
il che conferma che {\displaystyle P} è definita positiva e {\displaystyle U} è unitaria.
Si può anche decomporre {\displaystyle A} nella forma:
{\displaystyle A=P'U}
dove {\displaystyle U} è la medesima e {\displaystyle P'} è data da:
{\displaystyle P'=UPU^{-1}={\sqrt {AA^{*}}}=W\Sigma W^{*}}
La matrice {\displaystyle A} è normale se e solo se {\displaystyle P'=P}. In tal caso, {\displaystyle U\Sigma =\Sigma U} ed è possibile diagonalizzare {\displaystyle U} con una matrice che commuta con {\displaystyle \Sigma } e che è simile ad {\displaystyle U} per mezzo di una matrice unitaria.

## Decomposizione di un operatore lineare
La decomposizione polare di matrici viene generalizzata al caso degli operatori lineari limitati. Detto {\displaystyle A} un operatore lineare limitato tra spazi di Hilbert, la sua decomposizione polare è una fattorizzazione canonica {\displaystyle A=UP} come prodotto di un'isometria parziale {\displaystyle U} e di un operatore autoaggiunto non-negativo {\displaystyle P} per i quali il nucleo coincide con il nucleo di {\displaystyle A}.
Il motivo per cui {\displaystyle U} è un'isometria parziale, e non un operatore unitario, è che se {\displaystyle A} è lo shift unilaterale su {\displaystyle l^{2}(\mathbb {N} )} allora {\displaystyle |A|=(A^{*}A)^{1/2}=I}, quindi se {\displaystyle A=U|A|} allora {\displaystyle U} deve essere {\displaystyle A}, che non è unitario.
L'esistenza della decomposizione polare è una conseguenza del lemma di Douglas: se {\displaystyle A} e {\displaystyle B} sono operatori limitati su uno spazio di Hilbert {\displaystyle H} e {\displaystyle A^{*}A\leq B^{*}B}, allora esiste una contrazione {\displaystyle C} tale che {\displaystyle A=CB}. Inoltre, {\displaystyle C} è unico se {\displaystyle \ker(B^{*})\subset \ker(C)}. L'operatore {\displaystyle C} può essere definito dalla relazione:
{\displaystyle C(Bh)\equiv Ah\qquad \forall h\in H}
e può essere esteso sia alla chiusura dell'immagine di {\displaystyle B}, sia al complemento ortogonale di {\displaystyle H}. Il lemma è valido anche in tal caso poiché {\displaystyle A^{*}A\leq B^{*}B} implica {\displaystyle \ker(A)\subset \ker(B)}. In particolare, se {\displaystyle A^{*}A=B^{*}B} allora {\displaystyle C} è un'isometria parziale che è unica se {\displaystyle \ker(B^{*})\subset \ker(C)}.
In generale, per ogni operatore limitato {\displaystyle A}:
{\displaystyle A^{*}A=(A^{*}A)^{\frac {1}{2}}(A^{*}A)^{\frac {1}{2}}}
e dal lemma si ha:
{\displaystyle A=U(A^{*}A)^{\frac {1}{2}}}
per qualche isometria parziale {\displaystyle U}. Se {\displaystyle P=(A^{*}A)^{1/2}} si ottiene la decomposizione polare {\displaystyle A=UP}.

### Operatori non limitati
Nel caso in cui {\displaystyle A} sia un operatore chiuso, densamente definito tra spazi di Hilbert complessi, ma che non è limitato, allora esiste comunque un'(unica) decomposizione polare:
{\displaystyle A=U|A|}
dove {\displaystyle |A|} è un operatore autoaggiunto non-negativo che può essere non limitato, e che possiede lo stesso dominio di {\displaystyle A}, mentre {\displaystyle U} è un'isometria parziale che si annulla sul complemento ortogonale dell'immagine di {\displaystyle |A|}.

## Quaternioni
La decomposizione polare di quaternioni {\displaystyle H} dipende dalla "sfera" {\displaystyle \lbrace xi+yj+zk\in H:x^{2}+y^{2}+z^{2}=1\rbrace } di radici quadrate di -1: dato un {\displaystyle r} sulla sfera ed un angolo {\displaystyle -\pi <a\leq \pi }, il versore {\displaystyle e^{ar}=\cos(a)+r\ \sin(a)} è sulla 3-sfera di {\displaystyle H}. Per {\displaystyle a=0} e {\displaystyle a=\pi }, il versore è 1 o -1 a seconda di quale {\displaystyle r} si sceglie. La norma {\displaystyle t} di un quaternione {\displaystyle q} è la distanza euclidea di {\displaystyle q} dall'origine. Quando un quaternione non è solo un numero reale allora vi è un'unica decomposizione polare:
{\displaystyle q=te^{ar}}